# دانشگاه بیرجند
دانشگاه بیرجند، قطب علمی(مرکز و پایگاه بزرگ دانش‌پژوهی و آموزشی)، قدیمی ترین و دومین دانشگاه معتبر در شرق ایران(پس از دانشگاه فردوسی مشهد) واقع در شهر بیرجند مرکز استان خراسان جنوبی است. مجوز تأسیس دانشگاه بیرجند در ۱۳ خرداد ۱۳۵۴ صادر و در مهر ۱۳۵۶ با ورود اولین دانشجویان در سه رشته ریاضی، فیزیک و شیمی فعالیت خود را آغاز کرده است بدین ترتیب اولین رشته های دانشگاه سه دانش بنیادین و پایه بودند که بعدها رشته های منشعب از آنها نیز در دانشگاه تحت آموزش و پژوهش قرار گرفت. بعنوان مثال از علم ریاضی دانشکده فنی-مهندسی تاسیس گردید، از فیزیک، دیگر علوم نظری فناورانه و از شیمی، علوم پزشکی و پیراپزشکی وارد حیطه شد که البته چند دهه بعد؛ دانشگاه علوم پزشکی بیرجند نیز بعنوان قطب آموزش و پژوهش محور علوم مربوطه در شرق ایران بوجود آمد. دانشگاه بیرجند سه پردیس اصلی در شهر بیرجند دارد: اول) پردیس شوکت آباد در ۵ کیلومتری جاده زاهدان که سازمان مرکزی و کلیه واحدهای ستادی دانشگاه و دانشکده‌ های علوم، مهندسی، ادبیات و علوم انسانی، علوم تربیتی و روان‌شناسی، علوم ورزشی، آمار و ریاضی، هنر، برق و کامپیوتر در آن مستقر هستند؛ دوم) پردیس امیرآباد واقع در کیلومتر ۵ جاده کرمان که دانشکده‌های کشاورزی و محیط زیست در آن استقرار دارند و سوم) پردیس شهدای دانشگاه واقع در مرکز شهر محل استقرار: موزه و مرکز اسناد و مفاخر، کالج و دوره های آزاد و کارخانه نوآوری دانشگاه می‌باشد. 
سایر دانشگاه های بیرجند و استان خراسان جنوبی با تلاش مدیران و اعضاء هیأت علمی دانشگاه بیرجند بعد از انقلاب اسلامی راه‌اندازی شده‌اند از جمله دانشگاه‌های علوم پزشکی، پیام نور، آزاد اسلامی و جامع علمی کاربردی بیرجند. دانشگاه بزرگمهر قائنات از دانشکده‌های اقماری دانشگاه بیرجند بوده که در سال ۱۳۹۲ مستقل شده است و هسته اولیه دانشگاه صنعتی بیرجند نیز توسط دانشگاه بیرجند ایجاد شده است. علاوه بر آن دانشکده‌ها و آموزشکده های معدن نهبندان، مهندسی فردوس، کشاورزی سربیشه و کشاورزی سرایان نیز از دانشکده های اقماری فعلی دانشگاه بیرجند هستند.
دانشگاه بیرجند در حال حاضر با ۱۱ دانشکده و پنج پردیس در شهرستان‌های استان به عنوان قطب علمی آموزشی شرق کشور عهده‌دار ۲۰۰۰۰ دانشجو می‌باشد. بنابر رتبه‌بندی دانشگاه‌های دنیا سال ۲۰۱۷ توسط نظام رتبه‌بندی تایمز، دانشگاه بیرجند در بین حدود ۱۱۰۰ دانشگاه برتر دنیا قرار داشت و دارای رتبه ۱۵ ملی بود و براساس تازه ترین رتبه بندی برترین دانشگاه‌های جوان جهان در سال ۲۰۱۹ توانست موفق به کسب رتبه ۱۰ در میان ۱۳ دانشگاه ایران شود.

## تاریخچه

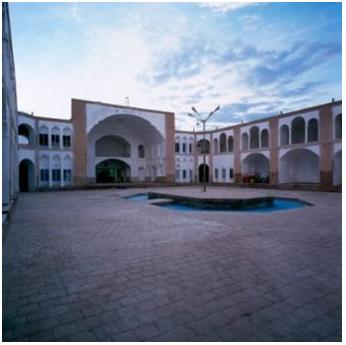
مدرسه شوکتیه نماد آموزش عالی بیرجند و چهارمین مدرسهٔ سبک جدید کشور پس از دارالفنون تهران، رشدیهٔ تبریز و محتشمیهٔ کرمانشاه

این دانشگاه با تلاش اسدالله علم در ۱۳ خرداد ۱۳۵۴ با تصویب شورای گسترش آموزش عالی به عنوان مؤسسه آموزش عالی امیر شوکت الملک علم تأسیس و دکتر محمد حسن گنجی مسئولیت راه اندازی آن را برعهده گرفت. دانشگاه بیرجند در مهر ماه ۱۳۵۶، با پذیرش ۱۲۰ دانشجو در رشته‌های شیمی، فیزیک و ریاضی، در دانشکده علوم، رسماً فعالیت خود را آغاز نمود. به تدریج با تأسیس آموزشکده کشاورزی (سال ۱۳۵۸)، آموزشکده فنی (سال ۱۳۶۷) و دانشکده ادبیات (سال ۱۳۶۸)، موقعیت علمی آن گسترش یافته و در سال ۱۳۶۸ به مجتمع آموزش عالی و در سال ۱۳۷۱ به دانشگاه بیرجند ارتقا یافت.

## دانشکده‌ها و آموزشکده‌ها
در حال حاضر دانشگاه بیرجند از ۱۱ دانشکده و ۳ آموزشکده بشرح زیر تشکیل شده‌است:

### دانشکده مهندسی برق و کامپیوتر
سال تاسیس 1390
مجموعه دانشکده برق و کامپیوتر دانشگاه بیرجند،  به عنوان گسترده‌ترین و مجهز ترین واحد آموزشی و پژوهشی استان پهناور خراسان جنوبی در حوزه تخصصی مهندسی برق، با همکاری بیش از 35 عضو هیئت علمی تمام وقت و جمعی از مهندسین مجرب و بهره مندی از آزمایشگاه‌ها و کارگاه‌های کارآمد، فعالیت دارد. در حال حاضر در این دانشکده قریب به 1000 دانشجو در دوره‌های کارشناسی الکترونیک، مخابرات، کنترل، قدرت، نرم افزار، سخت افزار کامپیوتر و فن‌آوری اطلاعات و حدود 200 دانشجوی تحصیلات تکمیلی (ارشد و دکتری)تحصیل می‌کنند. 
رشته های فعال: (کارشناسی، کارشناسی ارشد و دکتری)
1_ مهندسی الکترونیک  
2_ مهندسی مخابرات سیستم  
3_ مهندسی کنترل 
4_ مهندسی قدرت 
5_ مهندسی کامپیوتر (کارشناسی و کارشناسی ارشد)  
6_ مهندسی پزشکی (کارشناسی)  
زمینه های پژوهشی:
بعضی از این عناوین فعالیت ها پژوهشی مورد علاقه دانشکده برق و کامپیوتر عبارت‌اند از: 
"طراحی، بهره برداری و مدیریت سیستمهای قدرت"، "منابع انرژی تجدید پذیر"، " ریز شبکه و شبکه های هوشمند"  "پردازش سیگنالهای صوتی، تصویری" – "بازشناسی الگو و ماشین بینایی"، "داده کاوی و سیستم های تصمیم یار"
"سیستمهای میکروالکترومکانیکی (RF MEMS)"
"پردازش سیگنالهای مخابراتی " – " شبکه های مخابرات سیار و مخابرات مشارکتی" – "کدینگ کانال، منبع و کدینگ شبکه (network coding)" – "شبکه‌های حسگری".

### دانشکده مهندسی
گروه‌های آموزشی: مهندسی مکانیک، عمران و معدن
تأسیس:۱۳۶۷
تعداد کل عضو هیئت علمی: ۵۶
مقاطع: کارشناسی کارشناسی ارشد دکترا
گروه‌ها: مکانیک، عمران و معدن

دانشکده مهندسی

دانشکده مهندسی دانشگاه بیرجند در سال ۱۳۶۷ تحت عنوان آموزشکده فنی تأسیس و در سال ۱۳۶۸ با اولین پذیرش دانشجو در رشته کاردانی برق الکترونیک شروع به فعالیت نمود. با توجه به ایجاد رشته‌های جدید و پذیرش دانشجو در مقاطع کارشناسی، با تأیید شورای گسترش آموزش عالی در اردیبهشت ماه سال ۱۳۷۲ به دانشکده مهندسی تکنولوژی تبدیل شد. سرانجام در سال ۱۳۸۲ در راستای اصلاح طرح جامع دانشگاه بیرجند و بر اساس تصویب دفتر امور آموزش عالی سازمان مدیریت به دانشکده مهندسی تغییر نام یافت.
اولین دوره دکترا در رشته مهندسی مکانیک از مهرماه ۱۳۸۷ آغاز شد و دومین دوره دکترا در رشته مهندسی برق از بهمن ماه ۱۳۹۰ پذیرش دانشجو داشت.
به دلیل ارتقا سطح مهندسی برق این دانشگاه در سال ۱۳۹۰ این دانشکده مستقل شد و لذا دانشکده مهندسی دانشگاه بیرجند در این سال به دو دانشکده مهندسی برق و کامپیوتر و دانشکده مهندسی (مکانیک و عمران و معدن) تقسیم شد.
جایگاه رشته‌های مهندسی دانشگاه بیرجند به لحاظ تجهیزات و تنوع کارگاه‌ها و آزمایشگاه‌ها در منطقه منحصر به فرد است، که از مهاجرت ناخواسته خیل عظیمی از جوانان نخبه مهندسی این منطقه به شهرهای بزرگ در مقطع کارشناسی جلوگیری نموده و قبولی فارغ‌التحصیلان این دانشکده در مقاطع تحصیلی بالاتر بیانگر عملکرد مثمر ثمر و کیفی رشته‌های مهندسی دانشگاه بیرجند می‌باشد.

### دانشکده علوم
مقاطع: کارشناسی،کارشناسی ارشد،دکترا
گروه‌ها: فیزیک، شیمی ، زمین‌شناسی و زیست شناسی
دانشکده علوم پایه دانشگاه بیرجند به عنوان اولین دانشکده این دانشگاه در سال ۱۳۵۴ پایه‌گذاری شد و در سال ۱۳۵۶ با پذیرش ۱۲۰ دانشجو در سه رشته شیمی، فیزیک و ریاضی شروع به کار نمود.
با تأسیس دانشکده علوم ریاضی و آمار گروه‌های مربوط از دانشکده علوم مستقل شده‌است.

### دانشکده علوم ریاضی و آمار
- تأسیس:۱۳۹۰
- گروه‌ها: ریاضی و آمار
- مقاطع: کارشناسی تا دکتری

### دانشکده ادبیات و علوم انسانی
سال تأسیس دانشکده: ۱۳۶۹
تعداد عضو هیئت علمی: ۵۰ نفر 

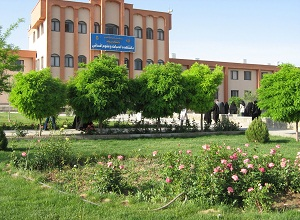
دانشکده ادبیات وعلوم انسانی

مقاطع: کارشناسی، کارشناسی‌ارشد و دکتری
-گروه‌ها؛ حقوق، علوم سیاسی، زبان و ادبیات فارسی، تاریخ، جغرافیا، الهیّات، کتابداری و زبان انگلیسی
دانشکدهٔ ادبیات و علوم انسانی دانشگاه بیرجند، در سال ۱۳۶۹ با پذیرش دانشجو در دو رشتهٔ ادبیات فارسی و علوم تربیتی گرایش برنامه‌ریزی درسی و با ۷ نفر عضو هیئت علمی شروع به فعالیت نمود. به‌ تدریج، با افزوده‌شدن رشته‌های کتابداری و اطلاع‌رسانی، تربیت‌بدنی و علوم ورزشی و تاریخ فعالیت‌های آموزشی دانشکده، گسترش یافت. در طی سال‌های دههٔ ۸۰، رشته‌های دیگری از زیرمجموعه علوم انسانی همچون: «جغرافیا در دو گرایش برنامه‌ریزی روستایی و برنامه‌ریزی شهری، حقوق، علوم سیاسی، فلسفه و کلام اسلامی، روانشناسی، مدیریت آموزشی، مترجمی زبان انگلیسی و ادبیات انگلیسی» در مقطع کارشناسی ایجاد شد. در سال ۱۳۹۰ نیز رشتهٔ زبان و ادبیات فارسی در مقطع دکترای تخصصی، در این دانشکده دایر شد.
در سال ۱۳۸۶ دو دانشکده «علوم تربیتی و روانشناسی» و «تربیت‌بدنی و علوم ورزشی» از این دانشکده مستقل شدند.
غلامحسین شکوهی، از چهره‌های ماندگار کشور، از استادان این دانشکده بوده‌است.
همچنین محمدحسن گنجی، پدر علم جغرافیای کشور، در ارتقای سطح این گروه نقش بسزایی داشته‌اند.

### دانشکده کشاورزی
گروه‌های آموزشی: مهندسی آب، علوم دامی، زراعت
مقاطع: کارشناسی تا دکترا
آموزشکده کشاورزی مجتمع آموزشی عالی بیرجند در سال ۱۳۵۸ با پذیرش دانشجو در دوره کاردانی تکنسین عملی کشاورزی تأسیس شد و فعالیت خود را در مرکز آموزش کشاورزی محمدیه با پذیرش ۳۳ دانشجو آغاز نمود. در سال ۱۳۶۰ رشته کاردانی امور زراعی با نظام آموزشی ثلثی به رشته‌های آن اضافه شد و تا سال ۱۳۶۵ با همان وضعیت به فعالیت خود ادامه داد و در این سال نظام آموزشی ترمی جایگزین آن شد.
در سال ۱۳۶۷ رشته کاردانی امور فنی کشاورزی و در سال ۱۳۶۹ رشته کاردانی منابع طبیعی به رشته‌های آموزشکده اضافه شد. در سال ۱۳۷۱ با تغییرات پیشنهادی شورای عالی برنامه‌ریزی مبنی بر تغییر عناوین رشته‌ها، رشته کاردانی امور زراعی به تکنولوژی تولیدات گیاهی و کاردانی امور فنی کشاورزی به تکنولوژی آب تغییر نام یافت و با نام جدید به فعالیت خود در آموزشکده کشاورزی ادامه داد.
در نهایت در سال ۱۳۷۲ با پذیرش دانشجو در رشته زراعت و اصلاح نباتات در مقطع کارشناسی، آموزشکده کشاورزی بیرجند به سطح دانشکده ارتقا یافت و گروه آموزشی زراعت و اصلاح نباتات تأسیس گردید.
هم‌اکنون این دانشکده در پردیس امیرآباد واقع در کیلومتر ۵ جاده بیرجند - کرمان با فضای آموزشی تقریبی ۴۰۰۰۰ متر مربع مشغول به فعالیت و تربیت نیروی متخصص در گرایش‌های مختلف علوم کشاورزی و منابع طبیعی می‌باشد.
دانشکده منابع طبیعی و محیط زیست در سال ۱۳۹۰ از مجموعه دانشکده کشاورزی تفکیک شد و اینک به عنوان دانشکده مستقل در پردیس امیرآباد مشغول فعالیت می‌باشد

### دانشکده منابع طبیعی و محیط زیست
رشته‌ها: مرتع و آبخیزداری، محیط زیست
تأسیس:۱۳۹۰
تعداد عضو هیئت علمی:
مقاطع: کاردانی تا دکترا
-گروه ها؛ علوم و تکنولوژی بذر و محیط زیست

### دانشکده علوم تربیتی و روان‌شناسی
تعداد عضو هیئت علمی: ۲۶
استقلال این دانشکده از دانشکده ادبیات به صورت غیررسمی از بهمن ماه سال ۱۳۸۷ و با تصمیم هیئت رئیسه دانشگاه انجام و گروه‌های متعلق به دانشکده علوم تربیتی و روان‌شناسی شامل: سه گروه روان‌شناسی، علوم تربیتی و کتابداری و اطلاع‌رسانی (در حال حاضر به گروه علم اطلاعات و دانش‌شناسی تغییر نام پیدا کرده‌است) در ساختمانی مستقل استقرار یافتند. مکان این دانشکده تا مهر ماه ۱۳۹۸ در مرکز شهر بیرجند (تقاطع خیابان دانشگاه و خیابان ۱۷ شهریور، جنب ادارهٔ کل دارایی) پردیس شهدا قرار داشت و در حال حاضر در محل پردیس علوم رفتاری (دانشکده ادبیات و علوم انسانی سابق) می باشد.
گروه‌های آموزشی: روان‌شناسی و مشاوره، علوم تربیتی و علم اطلاعات و دانش‌شناسی کتابداری
گروه پژوهشی: مطالعات جوانان
مقاطع:
در کارشناسی: روان‌شناسی، علوم تربیتی، علم اطلاعات و دانش‌شناسی (کتابداری)
در کارشناسی‌ارشد: روان‌شناسی تربیتی، برنامه‌ریزی درسی، مدیریت آموزشی، علم اطلاعات و دانش‌شناسی
در دکتری: برنامه‌ریزی درسی

### دانشکده تربیت بدنی و علوم ورزشی
تعداد عضو هیئت علمی: ۸
مقاطع: کارشناسی کارشناسی ارشد دکترا
دانشگاه بیرجند از لحاظ امکانات ورزشی جزو ۱۰ دانشگاه برتر کشور می‌باشد که برگزاری مسابقات کشوری و منطقه‌ای دلیلی بر این مدعاست
دانشگاه بیرجند میزبان یازدهمین المپیاد ورزشی دانشجویان دختر کشور در سال ۱۳۹۱ بوده‌است.
رشته تربیت بدنی و علوم ورزشی دانشگاه بیرجند از سال ۱۳۷۴ با کسب مجوز از شورای گسترش آموزش عالی با گزینش ۳۰ دانشجو در دوره روزانه در دل دانشکده ادبیات و علوم انسانی تأسیس گردید. در سال ۱۳۸۸ دانشکده تربیت بدنی و علوم ورزشی به‌طور کامل از دانشکده ادبیات و علوم انسانی منفک گردید.

### دانشکده هنر
تأسیس:۱۳۸۱
تعداد عضو هیئت علمی: ۱۵
مقاطع: کاردانی کارشناسی کارشناسی ارشد-گروه‌ها: گروه باستان‌شناسی، گروه فرش، گروه صنایع دستی، هنر اسلامی
آزمایشگاه‌ها و کارگاه‌ها: ۱۰

## موقعیت مکانی دانشگاه در شهرستان بیرجند

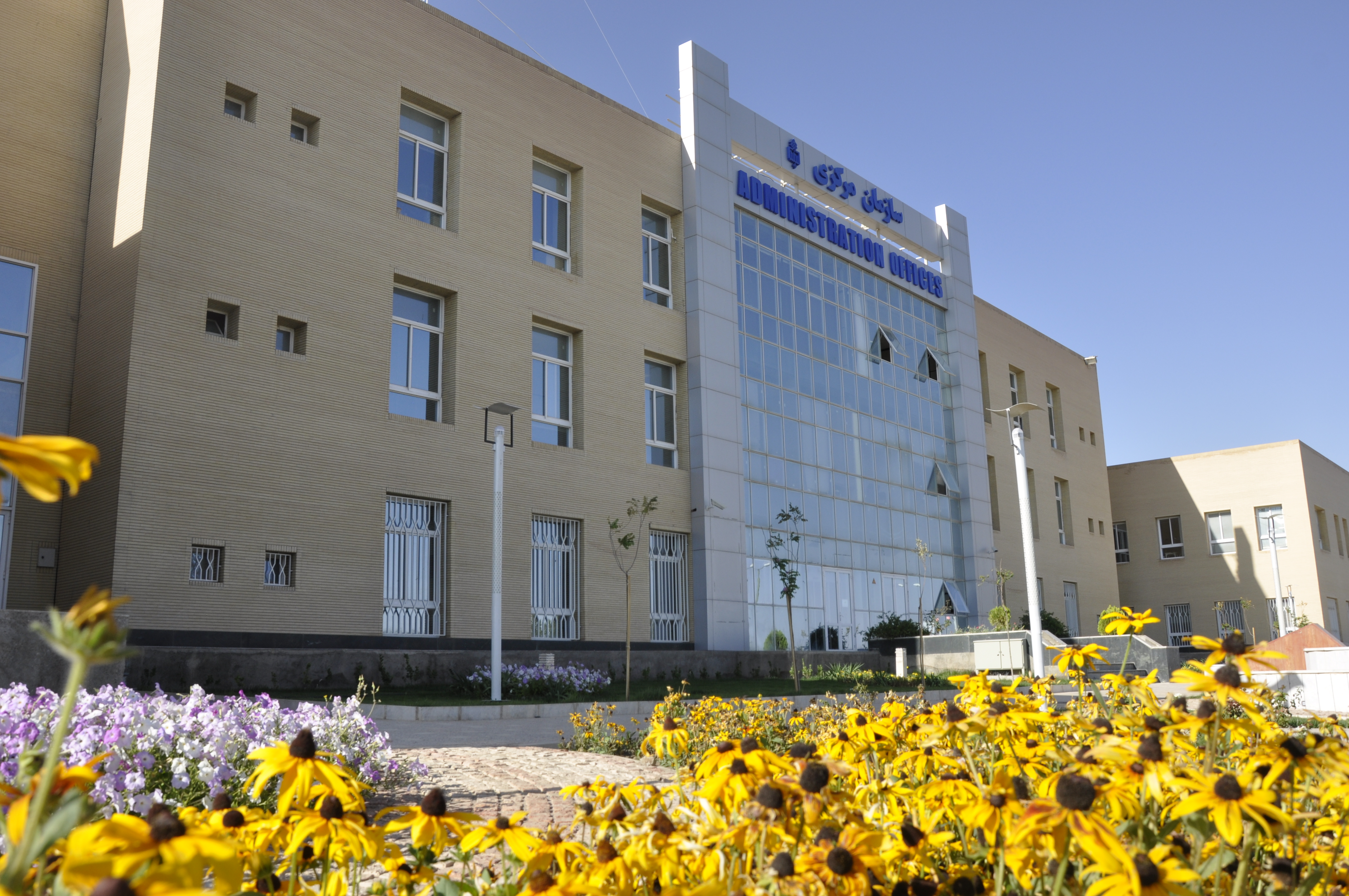
سازمان مرکزی دانشگاه

پردیس شوکت‌آباد بزرگترین پردیس و سایت اصلی دانشگاه بیرجند شامل سازمان مرکزی و معاونت‌های اداری و اکثر دانشکده هاست. 
پردیس امیرآباد دانشکده‌های مرتبط با کشاورزی در پردیس امیرآباد قرار دارد و به‌طور مستقل دارای امکانات ورزشی و مذهبی و خوابگاهی است.
پردیس شهداء دانشکده‌های علوم تربیتی و هنر در مرکز شهر بیرجند در خیابان دانشگاه واقع شده‌اند 

## آموزشکده‌های اقماری
دانشکده‌های اقماری دانشگاه بیرجند تحت عنوان آموزشکده در شهرستان‌های استان خراسان جنوبی در شهرهای فردوس-نهبندان-سرایان و سربیشه قراردارند. به‌طور کلی دانشگاه بیرجند در شهرستان بیرجند هیچ گونه پذیرش در رشته‌های کاردانی (فوق دیپلم) و کارشناسی ناپیوسته ندارد و ارائه این رشته‌ها در آموزشکده‌های اقماری است.

### دانشکده فنی و مهندسی فردوس
تأسیس:۱۳۸۹
تعداد عضو هیئت علمی: ده عضو هیئت علمی تمام وقت
مقاطع: کاردانی و کارشناسی ناپیوسته
گروه‌ها: مهندسی کامپیوتر (سه عضو هیئت علمی و دو استاد مدعو) گرایش نرم‌افزار، مهندسی عمران (یک عضو هیئت علمی و پنج استاد مدعو) ،مهندسی برق گرایش‌های الکترونیک و قدرت (شش عضو هیئت علمی و چهار استاد مدعو)
رئیس دانشکده: مهدی اخگری
معاون آموزشی دانشکده: امیر زلتی

### آموزشکده کشاورزی سرایان
- تأسیس:۱۳۸۸[۶]
- مقاطع: کاردانی کارشناسی
- گروه‌ها: زراعت، اصلاح نباتات، محیط زیست و منابع طبیعی

## پذیرش دانشجو
در مقطع کارشناسی این دانشگاه همانند سایر دانشگاه‌های کشور هر ساله از طریق کنکور سراسری و سازمان سنجش آموزش کشور از رشته‌های ریاضی فیزیک علوم تجربی وعلوم انسانی پذیرش دارد. دانشگاه بیرجند در مرکز استان تنها داوطلبان را برای دوره‌های لیسانس و بالاتر پذیرش می‌کند و دوره‌های فوق دیپلم و کارشناسی ناپیوسته مربوط به آموزشکده‌های شهرستان‌های استان است. این دانشگاه با توسعه ارتباطات علمی و بین‌المللی در قالب تفاهم نامه‌هایی با دانشگاه‌های بزرگ جهان برای تبادل استاد و دانشجو آمادگی پذیرش دانشجو علی‌الخصوص از کشورهای همسایه را دارا است.

## روسای دانشگاه
اطلاعات روسای دانشگاه بیرجند به شرح زیر است:
| ردیف | نام                                      | مدت فعالیت    |
| ---- | ---------------------------------------- | ------------- |
| ۱    | محمدحسن گنجی (پدر علم جغرافیای ایران)    | ۱۳۵۴ تا ۱۳۵۷  |
| ۲    | ابراهیم بهنام دهکردی (دکترای ریاضی)      | ۱۳۵۷ تا ۱۳۵۹  |
| ۳    | غلامحسین رونقی (دکترای شیمی)             | ۱۳۵۹ تا ۱۳۶۲  |
| ۴    | جمشید درویش (دکترای زیست‌شناسی)           | ۱۳۶۲ تا ۱۳۶۶  |
| ۵    | غلامحسین رونقی (دکترای شیمی)             | ۱۳۶۶ تا ۱۳۶۹  |
| ۶    | جلال شخص امام پور (دکترای شیمی)          | ۱۳۶۹ تا ۱۳۷۱  |
| ۷    | محمدحسن کریم پور (دکترای زمین‌شناسی)      | ۱۳۷۱ تا ۱۳۷۷  |
| ۸    | غلامرضا محتشمی برزادران (دکترای آمار)    | ۱۳۷۷ تا ۱۳۸۰  |
| ۹    | محمدرضا آقاابراهیمی (دکترای مهندسی برق)  | ۱۳۸۰ تا ۱۳۸۴  |
| ۱۰   | محمدرضا میری (دکترای ریاضی)              | ۱۳۸۴ تا ۱۳۹۲  |
| ۱۱   | خلیل خلیلی (دکترای مکانیک)               | ۱۳۹۲ تا ۱۳۹۶  |
| ۱۲   | احمد خامسان (دکترای روان‌شناسی)           | ۱۳۹۶ تا۱۴۰۰   |
| ۱۳   | احمدلامعی گیو (دکترای زبان و ادبیات عرب) | ۱۴۰۰ تا ۱۴۰۴  |
| ۱۴   | احمد خامسان (دکترای روان‌شناسی)           | ۱۴۰۴ تا اکنون |

## وضعیت در آمارهای دانشگاهی
دانشگاه بیرجند در حال حاضر به عنوان قطب علمی آموزشی در شرق کشور شناخته می‌شود.
| شاخص                                      | آمار           |
| ----------------------------------------- | -------------- |
| تعداد هیئت علمی تمام وقت                  | ۳۵۰            |
| تعداد کارمندان                            | ۳۵۴            |
| تعداد دانش‌آموخته                          | ۲۴۰۰۰          |
| منابع کتابخانه‌ای                          | ۱۲۰۰۰۰ جلد     |
| رتبه دانشجویان در تشکل‌های دانشجویی فرهنگی | ۱۱             |
| فضای کالبدی دانشگاه                       | ۱۶۵۰۰۰ مترمربع |